# Budy Głogowskie (przystanek kolejowy)
Budy Głogowskie – przystanek kolejowy w Budach Głogowskich, w województwie podkarpackim, w Polsce. Zamknięty w 2000 i uruchomiony 1 lutego 2011 roku.
Na przystanku zatrzymują się cztery pary szynobusów obsługujących połączenie pomiędzy Rzeszowem Głównym a Stalową Wolą Rozwadów i Lublinem.

## Ruch pasażerski
| Rok  | Wymiana pasażerska na dobę |
| ---- | -------------------------- |
| 2017 | 10-19                      |
| 2022 | 20-49                      |